# India Gants
India Kate Gants (Seattle, Washington, 11 de junio de 1996) es una modelo estadounidense, más conocida por haber sido la ganadora del ciclo 23 de America's Next Top Model.

## Primeros años
Gants nació en Seattle, Washington. Tiene tres hermanos menores. Comenzó a modelar cuando tenía 16 años. Se graduó de la secundaria Newport High School en 2014. Gants vivió en Bellevue antes de audicionar para Top Model.

## Carrera

### America's Next Top Model
Entre 2016 y 2017, Gants apareció en el ciclo 23 de America's Next Top Model de VH1, donde compitió contra otras trece concursantes. Durante el espectáculo, se le hicieron muchas comparaciones con Gigi Hadid. En la deliberación final de la temporada, venció a su competidora Tatiana Price, convirtiéndose en la vigésima tercera ganadora del programa. Entre los premios obtenidos por haber ganado estuvieron un contrato con VH1, un desplegado en la revista Paper y un contrato de $100,000 dólares con los cosméticos Rimmel London.
Su victoria la convirtió en la séptima ganadora del programa en nunca haber aparecido entre las dos últimas, junto con Jaslene Gonzalez, McKey Sullivan, Nicole Fox, Krista White, Sophie Sumner y Jourdan Miller.

### Otros trabajos
Después de su victoria en America's Next Top Model, Gants firmó un contrato con Major Model Management en Milán. También tiene un contrato con Ford Models en la ciudad de Nueva York y con Seattle Models Guild.
Gants apareció en el episodio de estreno de la tercera temporada de Odd Mom Out en julio de 2017.
Gants también comenzó a trabajar en la industria de la música como DJ. También apareció en el video de la letra de «Go For A Ride» de WISH I WAS.